# Ахшарумова, Анна Марковна
Анна Марковна Ахшарумова (род. 9 января 1957, Москва) — российско-американская шахматистка, международный гроссмейстер среди женщин (1989). Чемпионка СССР по шахматам в 1976 и 1984 годах.
Обучалась в шахматной школе Ботвинника. Жена гроссмейстера Бориса Гулько.
В 1979 вместе с мужем подала заявление на репатриацию в Израиль, но получила отказ, 2 года её не допускали к соревнованиям внутри страны, и 7 лет она не имела возможности участвовать в зарубежных турнирах.
Живёт в США с 1986 года. Чемпионка США по шахматам (1987). Участница и призёр международных соревнований.
В 90-е годы завершила шахматную карьеру и стала работать программистом. Активная участница еврейской русскоязычной религиозной жизни в США.
В 2010-е годы работала в финансовой компании.

## Изменения рейтинга
| Графики недоступны из-за технических проблем. См. информацию на Фабрикаторе и на mediawiki.org. |